# 破壞者螯蝦
破壞者螯蝦（Cherax destructor），又可稱為yabby，原產於澳洲，野生的破壞者螯蝦族群是分佈相當廣泛的，而且還擴張到水庫和農田水壩中建立了新的棲息地。

## 體型
有些破壞者螯蝦的個體偶然地能長到20公分（12英寸）的長度，但比較常見地個體大概都長到10至15公分（4至8英寸）長。

## 食物
破壞者螯蝦屬雜食性，主要是夜行性，在晚上主要是吃藻類和綠色植物 ，某些時候也會吃小魚或撿拾動物的腐屍，是十分標準的機會主義者，人工養殖的話，可餵食蝦糧。

## 經濟價值
本種是很受歡迎的水產養殖甲殼動物，由於此蝦的取肉率高達25%－30%，因此澳洲政府將此蝦轉型為重點推廣繁殖觀賞食用的物種之一。全澳洲境內大約有120個分佈於南澳、昆士蘭、維多利亞、新南威爾士等大大小小的破壞者螯蝦繁殖場，1995－1996年期間年產量25公頓。而且在南澳還出現了非法的捕撈，在一天內捕撈了超過200隻以上的破壞者螯蝦，所有有抱卵的母蝦必須回到水裡才行。

## 生活環境

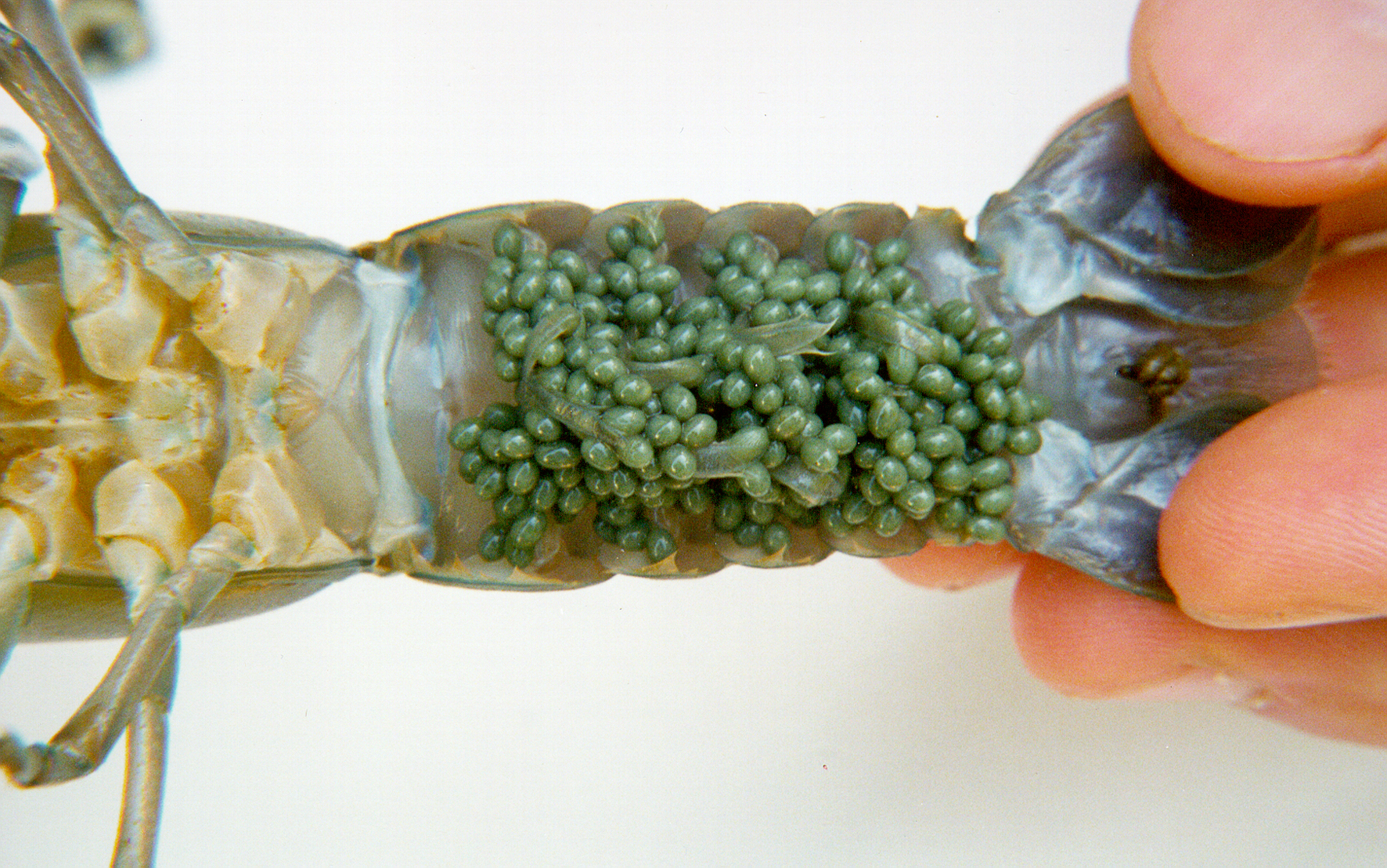
破壞者螯蝦的卵

人工飼養環境水溫飼養水溫爲20℃~30℃，最佳水溫24℃~26℃，繁殖水溫26℃~28℃。破壞者螯蝦能在1℃和35℃之間的水溫方面倖存，當水溫降低於16℃時，破壞者螯蝦的新陳代謝會降低，成長會變得緩慢；比35℃高的溫度將導致成長的停止還有容易導致蝦蛻殼時失敗死亡。最佳成長的理想的溫度範圍是在20℃ 和25℃之間，最佳水溫是根據養蝦者不斷嘗試得出的結論，最佳水溫有助于蝦的蛻皮和生長。
水質在pH值6.5～9的環境中都能正常生存，但最好是在偏堿性水體中養殖，因爲酸性水質不利于蝦的蛻殼生長。水質過酸，不利于蛻殼，還會促使形成軟殼，給蝦的正常生活帶來危害，所以pH值應控制在7.2～8之間。水的硬度控制在17~25之間最佳，硬度過低易使蝦殼變軟，硬度過高容易造成蝦殼過硬導致蛻皮失敗。
通常野採的個體均都在泥濘或著是淤泥充塞的底部上發現，很少在清澈的水棲息地內發現，因此適度混濁的水也利於飼養。一般野外泥濘的水在生存上給破壞者螯蝦一個更好得躲藏和保護，往往可以混淆一些大型魚類鳥類得視線免於被攻擊的危險。